# Historia Plantarum (Teofrasto)
Historia Plantarum (em grego:  Περὶ φυτῶν ἱστορία, Peri phyton historia) de Teofrasto foi, juntamente com a Naturalis Historia de Plínio, o Velho, e a De Materia Medica de Dioscórides, um dos livros mais importantes de história natural escrito nos tempos antigos e, tal como os outros, muito influente no período do Renascimento. Teofrasto observa a estrutura das plantas, a sua reprodução e crescimento; as diferentes variedades de plantas existentes em todo o mundo; madeira; plantas selvagens e domésticas; e as suas utilizações. O Livro 9, em particular, versa sobre a utilização medicinal das plantas, e é um dos primeiros livros que descreve os sumos, colas e resinas extraídas das plantas e como os extrair.
Historia Plantarum foi escrito entre c. 350 a.C.  e c. 287 a.C. em 10 volumes, nove dos quais chegaram até aos nossos dias. No livro, Teofrasto descreve as plantas pela sua utilização, e tenta fazer uma classificação biológica baseada em como elas se reproduzem, algo inovador na história da botânica. O autor fez várias revisões ao seu livro, que se manteve inacabado até à data da sua morte. O estilo de compilação do texto, com as suas muitas listas de exemplos, indica que Teofrasto usou o manuscrito como meio de registar anotações nas suas palestras aos seus estudantes, e não com a intenção de ser lido como um livro.
Este livro foi traduzido pela primeira vez para o latim por Teodoro Gaza; a tradução foi publicada em 1483. Em 1644, Johannes Bodaeus publicou uma edição da obra em Amsterdão, na qual foram acrescentados comentários e ilustrações, que representa a edição mais habitualmente citada.

### Livros
- Hort, Arthur (1916–1926). Theophrastus: Enquiry into Plants Loeb Classical Library ed. London and New York: William Heinemann and G.P. Putnam's Sons
- Maria de Fátima Sousa e Silva, Jorge Paiva, Teofrasto, História das plantas. Coimbra: Imprensa da Universidade de Coimbra, 2016

### Comentários
- Einarson, Benedict (Janeiro de 1976). «The Manuscripts of Theophrastus' Historia Plantarum». Classical Philology. 71 (1): 67–76. JSTOR 268519. doi:10.1086/366234
- Thomas Fisher Rare Book Library (2014). «Theophrastus and the nature of plants». University of Toronto. Consultado em 2 de Junho de 2014. Arquivado do original em 2 de junho de 2014
- French, Roger (1994). Ancient Natural History: Histories of Nature. [S.l.]: Routledge. pp. 92–99. ISBN 0-415-11545-0
- Grafton, Anthony; Most, Glenn W.; Settis, Salvatore (editors) (2010). The Classical Tradition. [S.l.]: Harvard University Press
- Scarborough, John (1978). «Theophrastus on Herbals and Herbal Remedies». Journal of the History of Biology. 11 (2): 353–385. JSTOR 4330714. doi:10.1007/bf00389304
- Schmitt, Charles B. (1971). «Theophrastus in the Middle Ages». Viator. 2: 257–270
- Sengbusch, Peter v. «First Scientific Descriptions». University of Hamburg. Consultado em 2 de Junho de 2014. Arquivado do original em 9 de maio de 2014